# More Fool Me
More Fool Me (en castellano "Yo El Más Tonto") es la cuarta canción del álbum de Genesis de 1973, titulado Selling England by the Pound. Es una de las dos canciones del período de Peter Gabriel en las que Phil Collins canta la voz principal (la otra es For Absent Friends del álbum Nursery Cryme de 1971).
Las letras cuentan la historia de un hombre cuya amante se aleja de él, e incluso él está seguro de que todo saldrá bien. Los arreglos son más simples que el resto del álbum, ya que solo está compuesta de guitarras acústicas y voz, algo inusual en las canciones del grupo.
La canción fue escrita por Phil Collins y Mike Rutherford mientras se encontraban en los estudios Island, convirtiéndose en la única canción cantada por Phil Collins durante la gira de Selling England by the Pound, dándole a Gabriel un momento de descanso en los conciertos y a Collins sus primeras experiencias con el público.
"More Fool Me" fue vista por la crítica como una canción para rellenar el álbum, no dejó una gran trascendencia y fue rápidamente apartada del repertorio del grupo en los conciertos. Incluso cuando Collins tomó el rol de vocalista principal, la canción quedó en el limbo. Una versión en vivo puede encontrarse en el álbum de colección Genesis Archive 1967-75.

## Formación
- Phil Collins: Voz principal
- Steve Hackett: Guitarra acústica
- Mike Rutherford: Guitarra acústica

- Datos: Q3323877